# Форуг Фарохзад
Форуг Фарохзад (перс. فروغ فرخزاد децембар 1934 — 13. фебруар 1967) је била утицајна иранска песникиња и филмски редитељ. Била је контроверзна модернистичка песникиња и иконокласта, која је писала са женске тачке гледишта.

## Женска перспектива у поезији
Њен снажан женски глас постао је фокус негативне пажње и отвореног неодобравања, како током њеног живота, тако и током постхумне рецепције њеног рада.
У једном радијском интервјуу, на питање о женској перспективи у њеним песмама, она је одговорила:
| „ | Ако моје песме, како кажете, имају аспект женствености, то је наравно сасвим природно. Уосталом, ја сам, на срећу, жена. Али ако говорите о уметничким заслугама, мислим да пол не може да игра улогу. У ствари, чак и изнети такву сугестију је неетично. Природно је да жена, због својих физичких, емоционалних и духовних склоности, може неким питањима дати више пажње, питања којима се мушкарци иначе не баве. Верујем да ако они који бирају уметност да изразе своје унутрашње ја, осећају да то морају да ураде имајући на уму свој пол, никада не би напредовали у својој уметности -- и то није у реду. Дакле, када пишем, ако наставим да размишљам, о томе дасам жена и да морам да се бавим женским питањима, а не људским питањима, онда је то нека врста заустављања и самоуништења. Јер оно што је важно је култивисати и хранити своје сопствене позитивне карактеристике све док неко не достигне ниво достојан бивствовања човека. Оно што је важно је дело које је произвело људско биће, а не да је оно означено као мушкарац или жена. Када песма достигне одређени ниво сазревања, она се одваја од свог творца и повезује се са светом у коме важи на основу сопствених заслуга. | ” |

Истичући људска питања, она такође позива на препознавање и признања женске способности које превазилазе традиционалне бинарне опозиције.